# 德国号潜艇
德国号潜艇原是由私人资金研发、北德劳埃德运营的一艘德国商用潜艇。它由弗伦斯堡船厂和日耳曼尼亚船厂共同建造，设计用于突破英国在一战期间对德国的海上封锁以运送重要物资。自1916年3月28日下水后，曾两次完成德国－美国间的货运航行。随着战略需求改变，德国号自1917年2月19日被德意志帝国海军收编为U-151级巡洋潜艇的五号艇，并更名为陛下之155号潜艇，成为在第一次世界大战期间服役的329艘德国军用潜艇之一，进而参加了大西洋潜艇战。在其三次作战巡航中，共击沉43艘协约国或中立国商船，容积总吨达120434吨。战后，该艇于1918年11月24日移交英国正式投降，至1922年在罗克费里拆解报废。

## 建造

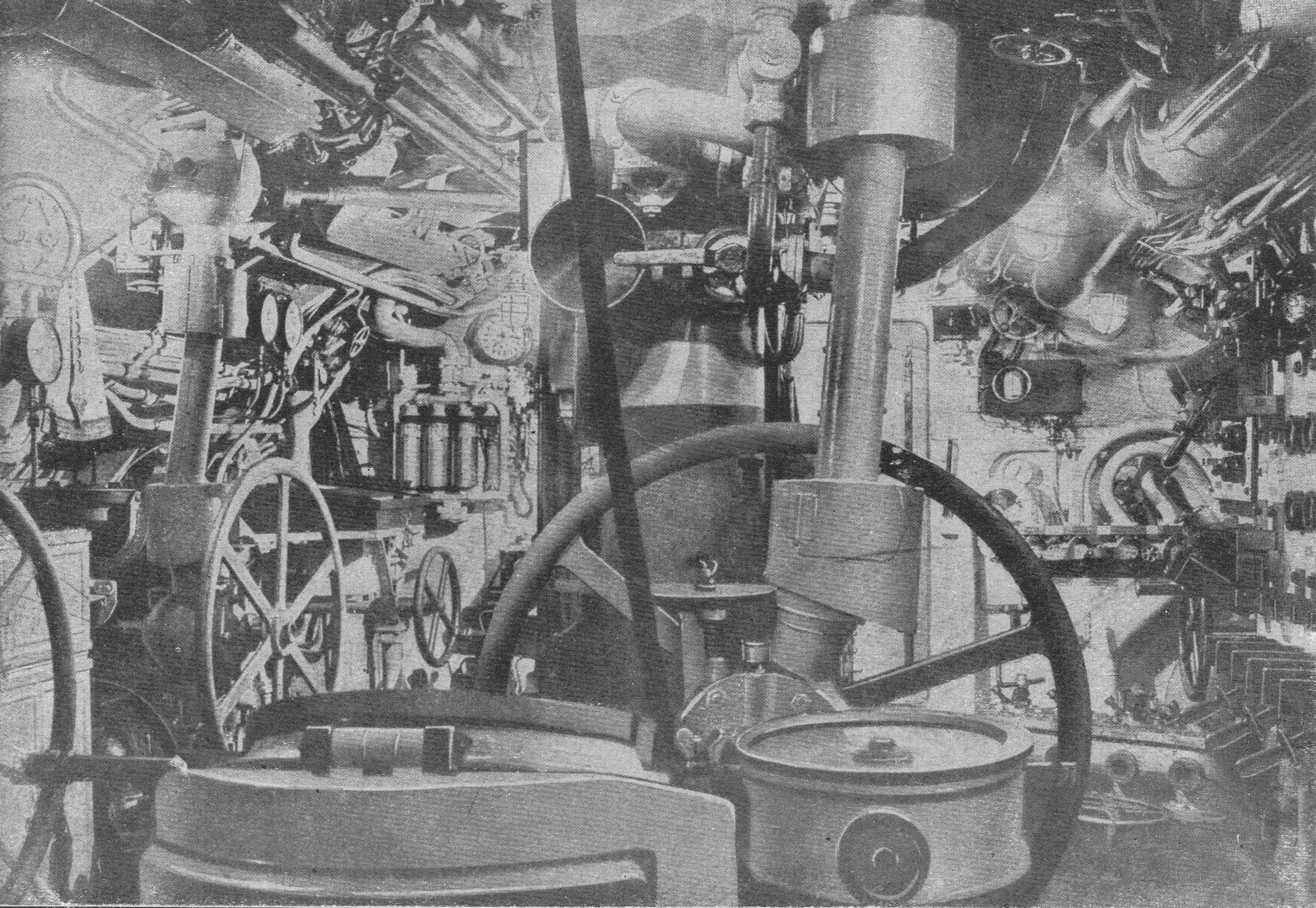
德国号的轮机舱内部

第一次世界大战爆发后，英国皇家海军对德国实施海上封锁的政策迅速使德国的海外贸易陷入低谷。更重要的是，这将导致德国公司在获取本国势力范围内的资源方面遇到很大困难，对其战备生产造成阻碍。为此，1915年11月8日，不来梅批发商人阿尔弗雷德·洛曼伙同北德劳埃德和德意志银行在不来梅成立“德意志远洋航运公司”（Deutsche Ozean-Reederei GmbH，简称DOR），负责订购和运营七艘商用潜艇，以期突破英国的封锁，在美国和德国间运送货物。
当中的首艇德国号由总工程师鲁道夫·埃尔巴赫设计，于1916年3月28日以建造序列200号之名下水，并作为商船登记，总注册吨位和净注册吨位分别为791和414吨。完工成本约为400万黄金马克。其耐压壳体由弗伦斯堡船厂承建，而预制式物件的装配则是在基尔的日耳曼尼亚船厂完成。它竣工时并未装备武器，只是设置较广的舷宽来为货物提供空间。艇只的载货能力为700吨（内外艇体之间的通海舱还可额外贮存230吨橡胶），较水面舰船相对更小。
英国和法国很快便抗议将潜艇用作商船，理由是潜艇无法像其它货船一样被截停和查验军火。美国则迫于外交压力而拒绝承认这一论点，他们宣称自己中立却表现出偏袒，认为即使是潜艇，但在没有武装的情况下便应视作商船，因此获准开展贸易运输。然而，只有两艘潜艇是按照最初的设想而完工：即德国号及其姊妹艇不来梅号，但后者在其同样是前往美国的处女航中便告失踪。随着英国加强海上封锁和德美交恶，德国号与另外五艘原计划作商用的潜艇于1916年底至1917年初被陆续改建为远程巡洋潜艇，装备两门150毫米45倍径艇用高射炮，称为U-151级潜艇。

## 商业运营

### 处女航
德国号的首次越洋航行于1916年6月16日从威廉港启程。该艇在艇长保罗·柯尼希的率领和北德劳埃德官员的陪同下，搭载了750吨货物启程前往美国。其中包括由霍伊斯特公司生产的125吨备受追捧的化学染料——主要是高度浓缩的蒽醌和茜素衍生物，其中一些染料的价值按2005年的物价指数计高达每磅1254美元。此外，她还载送有洒尔佛散等药物、宝石以及银行和外交邮件，货物总值约为6000万马克（相当于2025年的4,334万美元）。德国号就此成为全球第一艘越大西洋航行的潜艇。

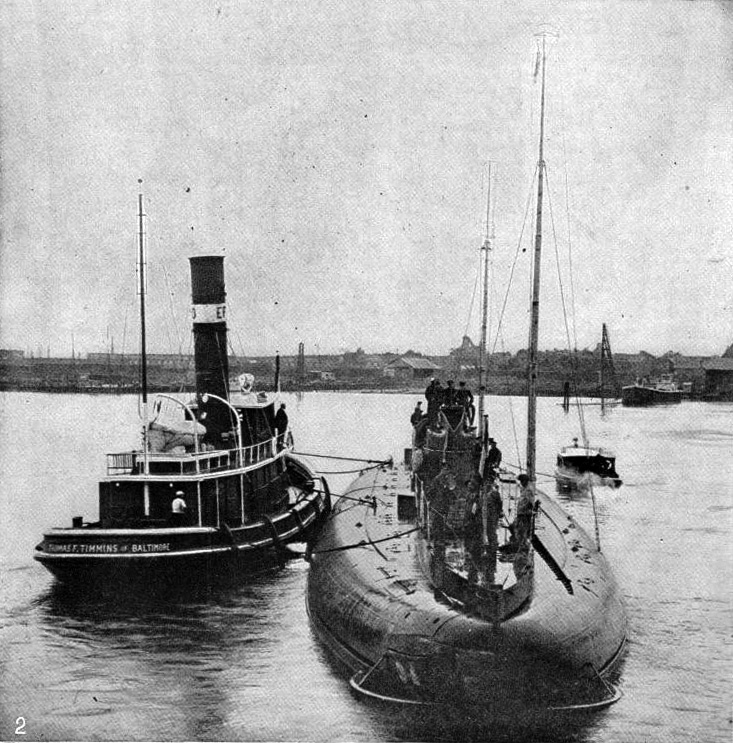
德国号驻泊在巴尔的摩（1916年7月10日）

为了避开敌人的巡逻，德国号在宣布启程日期后于黑尔戈兰岛停留了一个星期，至6月23日才重新出发。在总共3,300海里（6,100）的去程航行中，它仅潜航了76海里（141）。德国号没有进入英吉利海峡，而是绕道苏格兰北部。在距离弗吉尼亚角约600海里（1,100）处，瞭望官发现了一艘可能的敌舰，于是德国号潜入水中，改变航向回到海上，然后以潜没的方式进近，直至距离切萨皮克湾入口处约100海里（190）才重新浮出水面。7月9日凌晨1:20，该艇在目视可及亨利角后与东方货运公司的拖船托马斯·F·蒂明斯号（Thomas F. Timmins）取得联系，后者为拖曳德国号而进行了特别改装并已等候多日。7月9日夜间11时许，这两艘船抵达巴尔的摩。德国号驻泊在安妮阿伦德尔县马利内克附近的检疫锚地，恰好位于当时的巴尔的摩城市边界之外。在巴尔的摩逗留期间，德国号的船员因其令人称奇的越洋旅程而受到了名人般的欢迎，他们甚至还在城市的西南部享受了豪华晚餐和即兴表演。美国潜艇设计先驱西蒙·莱克也登艇拜访了德国号，并与北德劳埃德的代表达成在美国建造货运潜艇协议。但该项目随着1917年4月初美国对德宣战而从未实现。
德国号在巴尔的摩一直停留至8月2日，然后启程前往不来梅港。回程时，该艇又搭载了当时德国迫切需要的341吨镍、93吨锡和348吨天然橡胶（其中257吨承载于耐压壳体外部）。在原材料短缺的推动下，这批货物的利润达到1750万马克，是潜艇建造成本的四倍之多。德国号于1916年8月25日抵达不来梅港，此行的往返总里程为8,450海里（15,650），其中有190海里（350）为潜航。由于当时的美国化学工业无法生产所需的材料，因此依赖于德国的供应。而从美国载回的金属货物虽然能够满足德国军工几个月的需求，但其总体上对在英国封锁下遭受苦难的德国经济没有产生明显影响。

### 第二次越洋航行

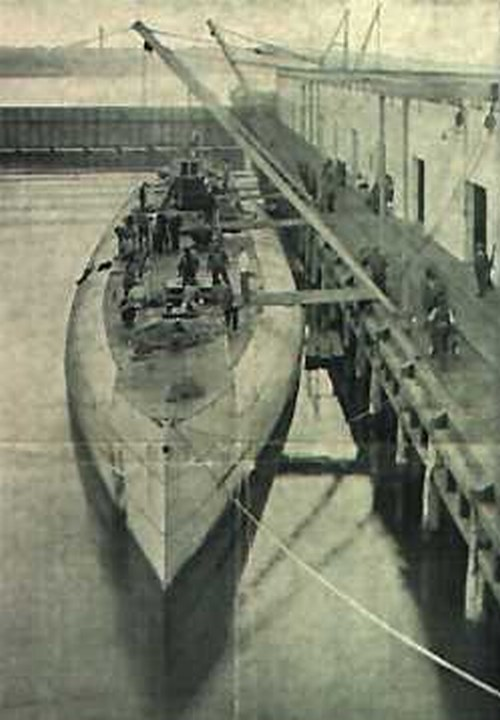
德国号在新伦敦卸货

1916年10月10日，德国号再次搭载染料、化学品、药品、证券、宝石和邮件等货物前往美国，这次是从不来梅启程，并于11月1日抵达康涅狄格州的新伦敦。与此同时，另一艘德国军用潜艇U-53号为护送不来梅号货艇（途中失踪）也越过大西洋造访了罗得岛的新港，并在美国领土范围外击沉了5艘协约国商船，然后才返回德国。
德国号原计划于11月17日返航，但当它启程时却意外撞上了美国拖船小T·A·斯科特号（T. A. Scott, Jr.）——这艘拖船在拖曳德国号从新伦敦驶向公海的途中突然转向。斯科特号立即沉没，5名船员全数遇难；德国号则艇艏受损，不得不返回新伦敦进行维修，使其出发时间推迟了一周。11月21日，在确定潜艇无责、支付了34.8万马克的保证金以及完成简要修复后，德国号得以离港。回程载运的货物包括378吨橡胶、188吨镍、146吨铁合金、76吨锡和银条，总值约140000美元。至12月10日，该艇安全返抵威悉明德（今属不来梅港）。
这次航行过后，艇长保罗·柯尼希合作撰写了一本关于德国号远洋细节的书籍，名为《第一艘商用潜艇：德国号的旅程》，并在德国和美国分别发行。该书获得大肆宣传，旨在对两国的舆论施加政治影响。
而计划于1917年1月进行的第三次航行，随着陆续有前往英国的船只在美国领海外被击沉，德美关系恶化，因此被取消。至1917年2月10日，德国号商用潜艇正式从民用船舶登记册中除籍。

## 军用服役
德意志帝国海军于1917年2月19日接管了德国号，将其编为U-151级巡洋潜艇的五号艇，即U-155号。在威廉港帝国船厂完成军用改造后，U-155号增配了六具鱼雷发射管，利用上甲板可贮存最多24枚鱼雷）；甲板炮则安装有两门拆自前无畏舰策林根号的150毫米40倍径速射炮，1918年又更换为两门150毫米45倍径艇用高射炮。改造后的U-155号由于较弱的机动性能而备受诟病，也因此而无力追击高航速的商船。尽管如此，它还是完成了三次远洋巡航，共击沉43艘协约国或中立国商船，容积总吨达120434吨。

### 1917年

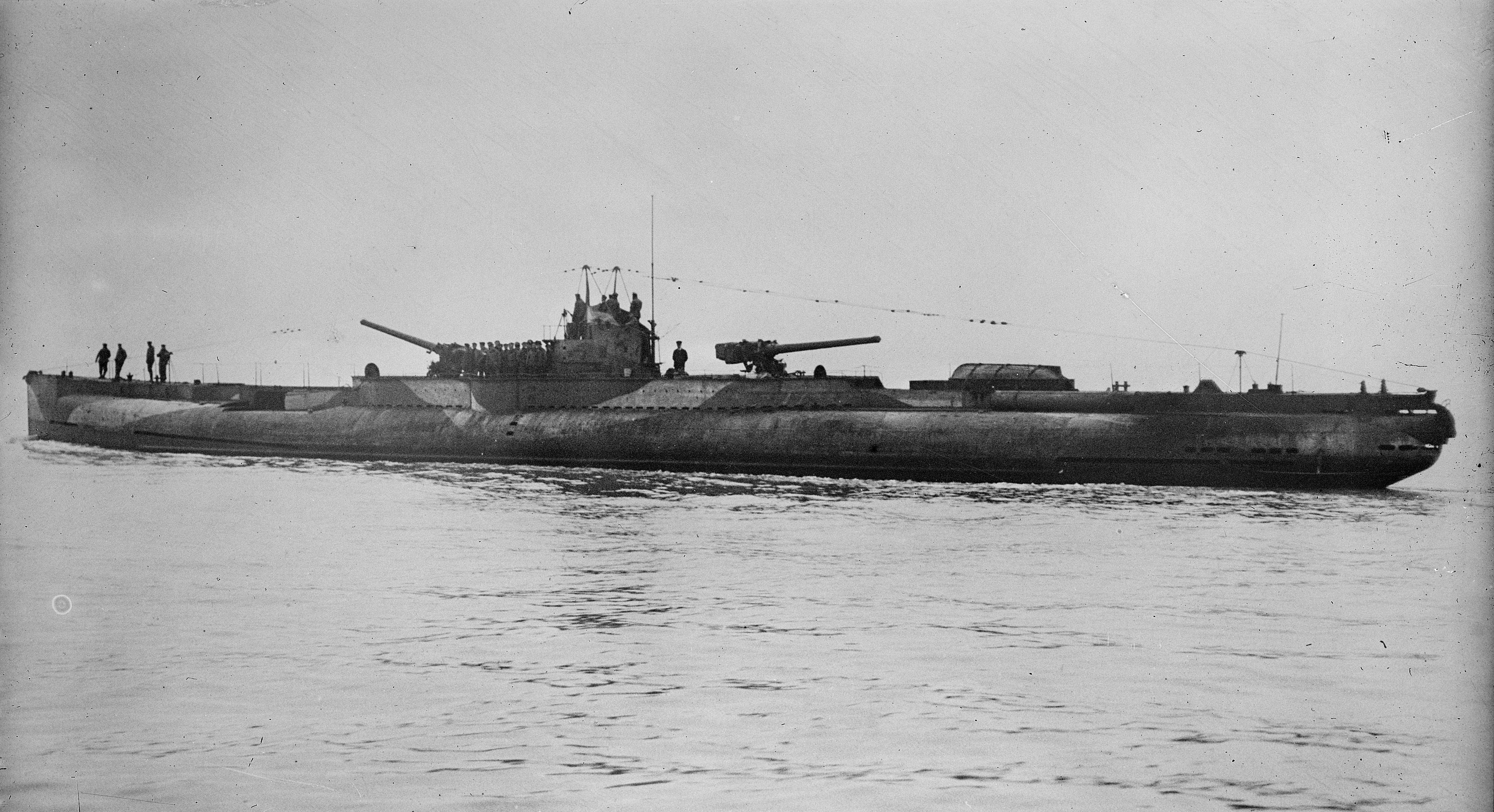
军用改装后的U-155号

1917年夏天，U-155号在海军上尉卡尔·莫伊泽尔的指挥下进行了一次为期105天的巡航，于5月24日左右离开德国，至9月4日返回。在穿越不列颠群岛北端的北部航道进入大西洋时，它曾遭己方潜艇U-19号跟踪，并险些在挪威的于特西拉岛附近被击沉。
在这次巡逻期间，U-155号于7月4日凌晨3:00用甲板炮向亚速尔群岛的港口城市蓬塔德尔加达开火。葡萄牙军队没有作出回应，因为他们装备的火炮已然过时。而美国煤船俄里翁号则恰巧停泊在港口，正在维修。其船员还击了U-155号的火力，并与德国潜艇对峙了大约12分钟。U-155号潜入水中未被击中，最终撤退。虽然这次袭击造成的损失很小（4人死亡），但它令协约国海军当局警觉到亚速尔群岛毫无防御能力的本质，且未来甚至可能被U-155号等德国舰艇侵占用作基地。因此，以美国海军为首的协约国海军开始派遣军舰，并在蓬塔德尔加达建立海军作战基地。
是次巡逻中，U-155号共击沉了19艘商船，大部分都是通过凿沉或炮火摧毁的。它还袭击了19艘协约国武装商船，但只击沉了其中的9艘。该艇返回德国时已航行了10,220海里（18,930），其中620海里（1,150）为潜航，这是第一次世界大战期间德国U艇航行的最长里程之一。

### 1918年
1918年8月11日，由海军少校费迪南德·斯图特指挥的U-155号从基尔启航。斯图特指示该艇前往美国东岸的楠塔基特灯船附近巡逻，并在纽芬兰的圣约翰斯和新斯科舍的哈利法克斯的对开海面布设水雷。他还奉命切断距离新斯科舍省东南80（43海里）处的塞布尔岛的电报电缆。然而，事实证明他的指令是有问题的，斯图特开始相信他要布设水雷的圣约翰斯实际上是新不伦瑞克的圣约翰，位于芬迪湾。在U-155号的去程航行中，它俘获并击沉了葡萄牙帆船加莫号（Gamo），又试图攻击法国客轮法兰西号，以及用炮火摧毁了挪威货轮斯托廷德号（Stortind）。9月7日，U-155号发现自己与美国轮船弗兰克·h·巴克号（Frank H. Buck）进行了一场远距离炮斗，该轮船后来声称已经击沉了U-155号。
9月13日，U-155号又与英国商船纽比堂号（Newby Hall）展开了另一场炮斗，此次战斗对潜艇造成了破坏，击伤了其装甲，并导致耐压壳体的气压严重泄漏，一度无法潜航。9月19日，斯图特试图在塞布尔岛附近寻找并切断电报电缆，但以失败告终，只得前往楠塔基特。

## 结局

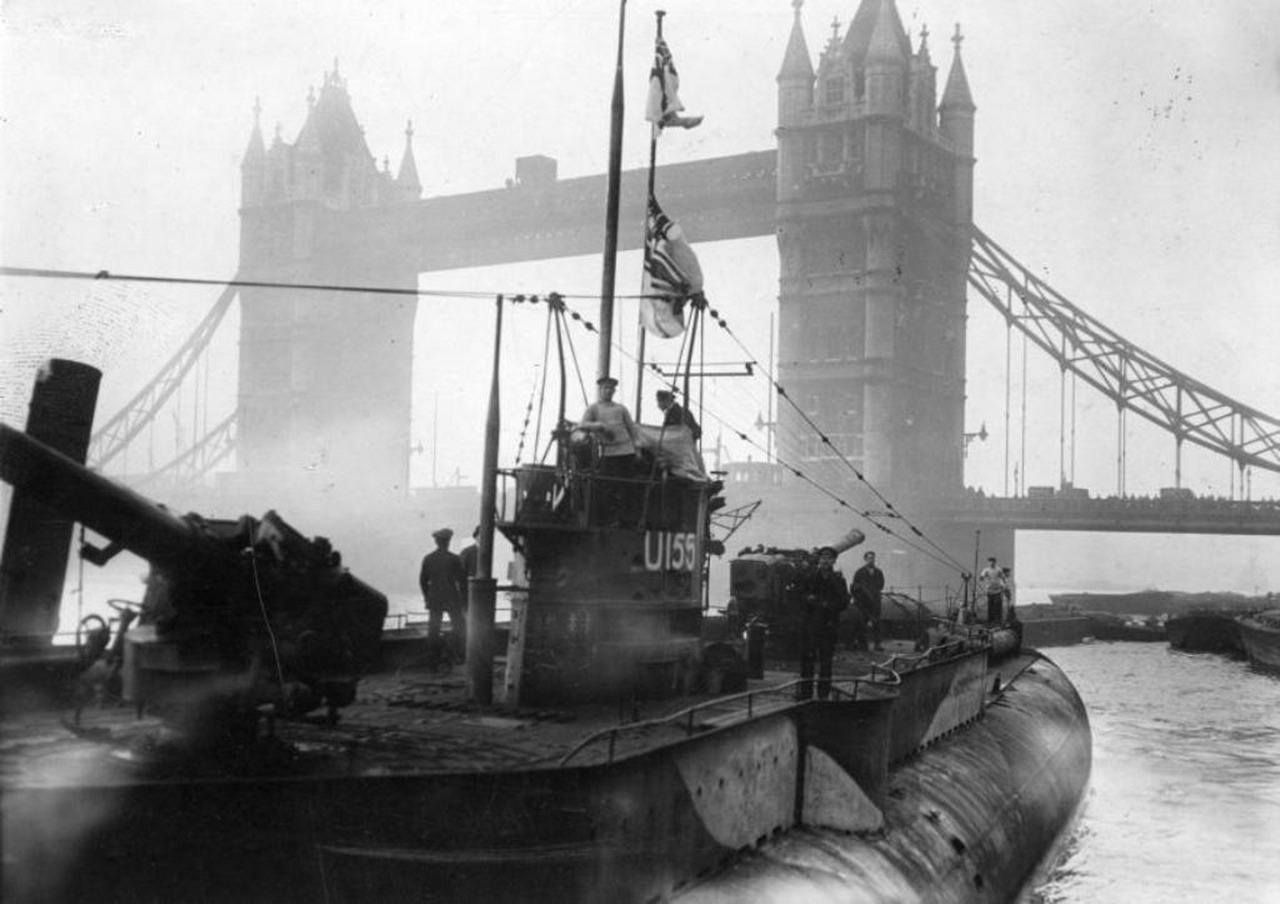
在伦敦展出的U-155号

1918年11月12日，U-155号才结束最后一次巡航返抵德国，此时战争已经结束。根据停战协议的要求，它于1918年11月24日与其它幸存的德国U艇一同移交英国，并在哈维奇正式向协约国投降。1918年12月，该艇在伦敦的圣凯瑟琳码头展出，然后在利物浦展出，最后被搁置在罗塞斯。在那里，英国海军部于1919年3月3日作价3500英镑将U-155号售予詹姆斯疏浚公司（James Dredging Co.），后者又以17000英镑的价格迅速转售予发明家诺埃尔·彭伯顿·比林，之后再以15000英镑的价格移交霍雷肖·博顿利麾下的约翰·布尔有限公司（John Bull Ltd）。1919年9月，该艇被解除武装，被重新命名为德国号，并从大雅茅斯开始了一段商业之旅。旅程结束后，它于1921年6月被带到伯肯黑德的克洛弗码头进行清舱。在此期间，轮机舱于1921年9月17日发生的爆炸曾导致5名学徒死亡。至1922年6月，这艘废艇再以200英镑的价格售予伯肯黑德当地的罗伯特·史密斯父子公司（Robert Smith & Son），并最终在罗克费里拆解报废。

## 袭击历史摘要
| 日期           | 船名                | 船籍       | 吨位 | 结局 |
| -------------- | ------------------- | ---------- | ---- | ---- |
| 1917年6月2日   | 哈弗尔斯湾号        | 挪威       | 1669 | 击沉 |
| 1917年6月10日  | 苏格兰英雄号        | 加拿大     | 2205 | 击沉 |
| 1917年6月14日  | 艾斯加斯号          | 英国       | 3118 | 击沉 |
| 1917年6月30日  | 本吉拉号            | 挪威       | 4612 | 击沉 |
| 1917年6月30日  | 西拉号              | 挪威       | 1938 | 击沉 |
| 1917年7月7日   | 科布伦茨号          | 英国       | 1338 | 击伤 |
| 1917年7月8日   | 吕埃勒号            | 法國       | 3583 | 击沉 |
| 1917年7月12日  | 卡利俄佩号          | 英国       | 2883 | 击沉 |
| 1917年7月14日  | 卡尔西登号          | 希腊       | 2870 | 击沉 |
| 1917年7月18日  | 埃伦号              | 挪威       | 3877 | 击沉 |
| 1917年7月20日  | 汉萨人号            | 挪威       | 3358 | 击沉 |
| 1917年7月21日  | 桃瑞丝号            | 義大利王國 | 1355 | 击沉 |
| 1917年7月21日  | 约翰·图伊号         | 美国       | 1019 | 击沉 |
| 1917年7月21日  | 威莲娜·格特鲁德号   | 英国       | 317  | 击沉 |
| 1917年7月31日  | 玛德琳号            | 法國       | 2709 | 击沉 |
| 1917年7月31日  | 斯诺登尼亚号        | 英国       | 3870 | 击沉 |
| 1917年8月1日   | 亚历山大号          | 法國       | 2671 | 击沉 |
| 1917年8月2日   | 玛尔蒂号            | 法國       | 3119 | 击沉 |
| 1917年8月7日   | 克里斯蒂亚娜号      | 美国       | 964  | 击沉 |
| 1917年8月7日   | 伊朗号              | 英国       | 6250 | 击沉 |
| 1918年2月16日  | 茶号                | 義大利王國 | 5395 | 击沉 |
| 1918年2月18日  | 塞西尔·L·沙夫号     | 英国       | 102  | 击沉 |
| 1918年2月23日  | 萨尔第耐罗号        | 西班牙     | 2170 | 击沉 |
| 1918年3月4日   | 安蒂奥科·阿卡梅号   | 義大利王國 | 4439 | 击沉 |
| 1918年3月13日  | 韦加德斯克号        | 挪威       | 4271 | 击沉 |
| 1918年3月15日  | 华金号              | 西班牙     | 333  | 击伤 |
| 1918年3月18日  | 普罗米特奥号        | 義大利王國 | 4455 | 击沉 |
| 1918年3月18日  | 雷伊达尔号          | 挪威       | 3574 | 击沉 |
| 1918年3月24日  | 阿瓦拉号            | 義大利王國 | 3834 | 击沉 |
| 1918年3月24日  | 尤尔金娜号          | 英国       | 103  | 击沉 |
| 1918年3月25日  | 阿韦河号            | 葡萄牙     | 179  | 击沉 |
| 1918年3月27日  | 沃托加号            | 英国       | 127  | 击沉 |
| 1918年4月1日   | 卢西塔诺号          | 葡萄牙     | 529  | 击沉 |
| 1918年4月7日   | 斯忒洛珀号          | 義大利王國 | 9500 | 击沉 |
| 1918年4月13日  | 黑尔伍德号          | 英国       | 4150 | 击沉 |
| 1918年4月16日  | 尼普拉号            | 英国       | 7640 | 击沉 |
| 1918年4月23日  | 弗朗西丝号          | 英国       | 54   | 击沉 |
| 1918年8月31日  | 加莫号              | 葡萄牙     | 343  | 击沉 |
| 1918年9月2日   | 斯托廷德号          | 挪威       | 2510 | 击沉 |
| 1918年9月7日   | 索菲娅号            | 葡萄牙     | 162  | 击沉 |
| 1918年9月12日  | 莱索斯号            | 葡萄牙     | 3245 | 击沉 |
| 1918年9月20日  | 翠鸟号              | 美国       | 353  | 击沉 |
| 1918年10月3日  | 阿尔贝托·特雷韦斯号 | 義大利王國 | 3838 | 击沉 |
| 1918年10月4日  | 工业号              | 英国       | 330  | 击沉 |
| 1918年10月12日 | 安菲翁号            | 美国       | 7409 | 击伤 |
| 1918年10月17日 | 露西娅号            | 美国       | 6744 | 击沉 |

## 脚注
1. ↑  Gröner 1991，第20–21頁.
2. ↑  Helgason, Guðmundur. . German and Austrian U-boats of World War I - Kaiserliche Marine - Uboat.net.   [2022-01-17].
3. ↑  Helgason, Guðmundur. . German and Austrian U-boats of World War I - Kaiserliche Marine - Uboat.net.   [2022-01-17].
4. ↑  Helgason, Guðmundur. . German and Austrian U-boats of World War I - Kaiserliche Marine - Uboat.net.   [2022-01-17].
5. 1 2 3  陈进，第125頁.
6. 1 2  . FirstWorldWar.com. 8 November 2003  [2022-01-12]. （原始内容存档于2017-11-07）.
7. 1 2  Showell，第81頁.
8. ↑  陈进，第124頁.
9. ↑  Williamson，第16頁.
10. ↑  Bock，第233頁.
11. ↑  . Journal of the Chemical Society. 1916-12-15, XXXV (23): 1202.
12. ↑  . ColorantsHistory.org.   [2022-01-12]. （原始内容存档于2012-02-04）.
13. ↑  . Bremerhaven.   [2022-01-12]. （原始内容存档于2020-08-08）.
14. ↑  Halsey，第308-309頁.
15. 1 2  Gibson，第103頁.
16. ↑  . Motorship (Seattle, Washington: Miller Freeman). August 1916, 1 (4): 3–4  [26 October 2021]. （原始内容存档于2022-01-13）.
17. ↑  Polmar，第225頁.
18. ↑  Long，第93-94頁.
19. ↑   (PDF). New York Times. 1916-11-18  [2022-01-13]. （原始内容 (PDF)存档于2021-12-04）.
20. ↑  Bernard, Warren, A U-Boat′s Turn, 'MHQ, Summer 2017, p. 47.
21. ↑  Directed Readings on the U-Boat War 的存檔，存档日期2007-03-26. – Blake, Sam, East Carolina University, April 2003.
22. ↑  Helgason, Guðmundur. . German and Austrian U-boats of World War I - Kaiserliche Marine - Uboat.net.
23. ↑  Roman，第208頁.
24. ↑  Sérgio Rezendes. . Project Muse. 2021-09-24  [2022-01-17].
25. ↑  Gibson，第217頁.
26. ↑  Helgason, Guðmundur. . German and Austrian U-boats of World War I - Kaiserliche Marine - Uboat.net.   [2022-01-17].
27. ↑   (PDF). Maritime Heritage.   [2022-01-17]. （原始内容 (PDF)存档于2022-01-22）.
28. ↑  William Johnston. . Government of Canada. 2020-12-04  [2022-01-17]. （原始内容存档于2022-03-24）.
29. ↑  Dodson & Cant，第21, 126頁.
30. ↑  Helgason, Guðmundur. . German and Austrian U-boats of World War I - Kaiserliche Marine - Uboat.net.   [2014-12-08].